# Granberg (naturreservat)
Granberg är ett naturreservat i Torsby kommun i Värmlands län.
Området är naturskyddat sedan 2006 och är 53 hektar stort. Reservatet utgör ett smalt och långt område som omfattar höjdsluttningar och våtområden. Reservatet består av gammal granskog med inslag av gamla tallar och lövträd samt skogbevuxna myrholmar, sumpskog och myrmarker.